# ネイチャーライティング
ネイチャーライティング（英: nature writing）は、伝統的に、自然環境をめぐるノンフィクション文学と定義される。ただし、nature writingという英語が本格的に使用され始めたのは、20世紀初めのアメリカにおいてだと考えられている。一般的に、20世紀以降はnature writingという用語が使用されるようになったが、19世紀以前はnatural historyという用語が使用されていた。
ネイチャーライティングを特徴付ける要素として、自然界についての事実や自然、科学的情報に依拠する一方、自然科学系の客観的な自然観察とは異なり、自然環境をめぐる個人的な思索や哲学的思考を含むということがあげられる。

## 定義
ネイチャーライティングとは次の3つの局面を備えた文学ジャンルとされる。
1. 博物誌に関する情報 (natural history information)
2. 自然に対する作者の感応 (personal reaction)
3. 自然についての哲学的な考察 (philosophical interpretation)

ネイチャーライティングが1つのジャンルとして確立されたのは、哲学や文学におけるロマン主義運動が、自然と人間との関係に対する考え方や個人の自然体験への見方に影響を与えた時期を経た18世紀の終わりとされる。このように成立年代が近接していることもあって、ネイチャーライティングとロマン主義とは、しばしば混同されがちである。２つが共有している価値観には、次のようなものがある。
1. 世界と人間が同質であるとみなす視点
2. 合理主義、物質主義への懐疑的視点、ないしは否定
3. 自然を生命の源と考える姿勢
4. 素朴で、原初的なものへの傾倒

一方、異なる部分は、ネイチャーライティングが自然に対する科学的理論や観察、分析に依存する面が大きいのに対し、ロマン主義は自然を神話化することに重きをおく傾向にあるという点である。
また、ライアンが示すネイチャーライティングのサブ・カテゴリーには、野外ガイドおよび専門的な論文、博物誌のエッセイ、自然逍遥（散策、散歩のこと）、孤独と僻地での生活をテーマとしたエッセイ、旅行と冒険についてのエッセイ、農場の生活に関するエッセイ、そして自然における人間の役割についての文章がある。
アメリカン・ネイチャーライティングでは、自然への賞賛、個人的瞑想、自然保護の訴えの他に、自然本来の姿を求めて作者がおもむくという特徴がある。おもむく先は森林、海辺、北極、砂漠、峡谷などであり、地理的に異なる領域が接する境界領域にあたるという共通点がある。作者は境界において、動植物や岩、水、風、光、雲なども含めたコミュニティの感覚を得たり考察し、出発の地へと戻るという構成をとる。

## 歴史
ネイチャーライティングを独立した分野として最初に論じたのは、J・W・クルーチ（J. W. Krutch）の『アメリカン・ネイチャーライティング選集』（1950年）とされる。クルーチはネイチャーライティングの共通点として、自然との一体感や、人間が機械の中心ではなく自然と共有できるコミュニティの一員としての位置を感じる点にあるとした。
ネイチャーライティングの起源として、クルーチはアリストテレスの『動物誌』やプリニウスの『博物誌』、中世ヨーロッパの薬草学をあげつつ、分野の確立はヘンリー・デイヴィッド・ソローの『ウォールデン』にあるとする。また、18世紀後半から19世紀にかけて欧米で流行したナチュラル・ヒストリー（博物学、自然史、自然誌）にもあるとされる。
ナチュラル・ヒストリーの代表的な作家は、イギリスでは『セルボーンの博物誌』（1789年）の著者ギルバート・ホワイトや『種の起源』（1859年）のチャールズ・ダーウィン、アメリカでは『旅行記』（1971年）のウィリアム・バートラム、『アメリカの鳥類』（1827年–1838年）のジョン・ジェームズ・オーデュボンらがあげられる。
アジアにおいては本草学が環境文学の観点から論じられている。『本草綱目』を指針として発展した本草学は実証的な自然の記述に加えて、動植物との接し方、環境、食文化、和歌などの文芸との関わりもある。この系譜にあたる人物として、『十二支考』（1914年-1923年）の南方熊楠がいる。

## 作家
ソローはしばしばアメリカン・ネイチャーライティングの父と呼ばれる。その他のアメリカの代表的ネイチャーライターとして、ラルフ・ウォルドー・エマソン、ジョン・ミューア、アルド・レオポルド、レイチェル・カーソン、エドワード・アビー、ゲーリー・スナイダー、アニー・ディラード、テリー・テンペスト・ウィリアムスらがあげられる。日本の作家では、『苦海浄土』の石牟礼道子や、日野啓三、森崎和江、伊藤比呂美、加藤幸子、梨木香歩らがあげられる。
自らがネイチャーライターには含まれないと考えたり、またはネイチャーライターと見なされることに反対する作家もいる。アニー・ディラードやエドワード・アビーらはこうした作家である。
トーマス・ライアンがあげている代表的な作者と作品、およびその分類は、下記の表を参照のこと。
| 野外ガイドおよび専門的な論文                                         | 博物誌のエッセイ                                                    | 逍遥                                                         | 孤独と僻地での生活についてのエッセイ                     | 旅行と冒険に関するエッセイ                           | 農場の生活についてのエッセイ                                           | 自然における人間の役割                                 |
| -------------------------------------------------------------------- | ------------------------------------------------------------------- | ------------------------------------------------------------ | -------------------------------------------------------- | ---------------------------------------------------- | ---------------------------------------------------------------------- | ------------------------------------------------------ |
| クラレンス・キング『体系的地質学』（1878）                           | ジョン・ミューア『シエラ山系での研究』(1874-75)                     | ジョン・Ｄ・ゴッドマン『あるナチュラリストの逍遥』(1828)     | ヘンリー・デイヴィッド・ソロー『ウォールデン』(1854)     | ウィリアム・バートラム『旅行記』(1791)               | ヘクター・セント・ジョン・ド・クレヴクール『アメリカ農夫の手紙』(1782) | ジョン・バロウズ『宇宙を受け入れて』(1920)             |
| オウラス・ミューリー『動物の足跡に関する野外ガイド』(1954)           | レイチェル・カーソン『われらをめぐる海』(1950)                      | ジョン・バロウズ『エンレイソウ』(1871)                       | ヘンリー・ベストン『ケープコッドの海辺で暮らして』(1928) | ヘンリー・デイヴィッド・ソロー『メインの森』(1864)   | リバティー・ハイド・ベイリー『農夫への一年の収穫』(1972)               | ジョセフ・ウッド・クルーチ『みごとな生命の連鎖』(1956) |
| ロジャー・トーリー・ピーターソン『西部の鳥に関する野外ガイド』(1961) | アン・ツウィンガー,ビアトリス・ウィラード『樹林限界を超えて』(1972) | ジョン・Ｋ・テレス『ローレル・ヒルからシラーの沼地へ』(1969) | シガード・Ｆ・オールソン『リスニング岬』(1958)           | チャールズ・シェルドン『ユーコン河上流の野生』(1911) | ウェンデル・ベリー『継続する調和』(1972)                               | ジョン・ヘイ『自然を擁護して』(1969)                   |
|                                                                      | ジョン・ヘイ『生き残りの精神』(1974)                                | アニー・ディラード『ティンカー・クリークのほとりで』(1974)   | エドワード・アビー『砂の楽園』(1968)                     | エドワード・ホークランド『一世紀昔からの手記』(1969) |                                                                        |                                                        |
|                                                                      |                                                                     |                                                              |                                                          | バリー・ロペス『極北の夢』(1986)                     |                                                                        |                                                        |